# Милош Ђорђевић (музичар)
Милош Ђорђевић (Ниш, 3. мај 1979) српски је поп кантаутор, маркетиншки стручњак и предузетник из Чикага.

## Биографија
Рођен у граду на Нишави, у музичкој породици, Милош Ђорђевић је након Средње музичке школе „Др Војислав Вучковић” завршио и Вишу музичку школу, такође у Нишу, чиме је стекао звање наставника музичке културе. Његову надареност спознао је отац Мики Ђорђевић, познати нишки певач староградских хитова, који му је за десети рођендан поклонио хармонику. Савдладавши је, заменио ју је клавијатурама, које и данас свира на соло-концертима, али и као музички гост или пратња на наступима великих балканских звезда, попут Здравка Чолића, Лепе Брене, Мирослава Илића, Џеја Рамадановског, Аце Лукаса, Јелене Карлеуше, Снежане Ђуришић, Ане Бекуте, Драгана Којића Кебе, Зије Валентина, Џенана Лончаревића, Секе Алексић, Стоје и других.
Од 2003. живи у Сједињеним Америчким Државама и располаже са преко две деценије професионалног искуства у снимању, репродукцији и инсценацији звука. Дипломирао је на Колеџу „Вилбур Рајт”, а потом и на Колеџу „Колумбија”, оба у Чикагу, и добио звање уметничког сарадника, то јест инжењера звука. Власник је фирме „Chicago Desavanja Inc”, коју је основао 2008. и у склопу које послују портали „Чикаго дешавања” и „Актуелности” (стилизовано као Aktuelnosti US) и „Плус радио”, а истовремено је запослен на месту пројектног инспектора у Одељењу за авијацију града Чикага.
Године 2019. Милош Ђорђевић је био домаћин традиционалног професионалног скупа „Serbian American Professional Networking Evening”, а наредне 2020. члан жирија за избор „Мис српске дијаспоре САД” (енгл. Miss Serbian Diaspora USA 2020). Ђорђевић путем својих медија подржава хуманитарне акције у расејању и матици оглашавањем информација и упутстава за помоћ, али и директним финансијским средствима. Такође, активно сарађује са медијима, организацијама и компанијама из дијаспоре и Србије.
Редовно наступа широм Америке, најчешће са својом животном и пословном партнерком Биљаном Прокић.
Увршћен је у „Енциклопедију националне дијаспоре”, коју уређује Иван Калаузовић Иванус.
Течно говори енглески и екс-југословенске језике.

## Дискографија (избор)
- Катарина
- Нећу да је кунем
- Ти не знаш шта је бол
- Срце у лед
- До краја времена
- Срце од папира